# Boden (Szwecja)
Boden – miejscowość (tätort) w Szwecji, w regionie administracyjnym (län) Norrbotten, siedziba gminy Boden.
Według danych Szwedzkiego Urzędu Statystycznego liczba ludności wyniosła: 16 830 (31 grudnia 2015), 16 847 (31 grudnia 2018) i 16 848 (31 grudnia 2019).

## Sport
- Bodens HF – klub hokeja na lodzie

## Współpraca
- Alta, Norwegia
- Hakkari, Turcja